# Hal Blaine
Pour les articles homonymes, voir Blaine.
Hal Blaine est un batteur, musicien de studio américain né le 5 février 1929 à Holyoke (Massachusetts) et mort le 11 mars 2019 à Palm Desert (Californie).  
Il est particulièrement renommé pour avoir été membre du Wrecking Crew, une équipe de musiciens de studio basée à Los Angeles, et a été intronisé au Rock & Roll Hall of Fame le 6 mars 2000.

## Biographie
Né Harold Simon Belsky en 1929 à Holyoke dans une famille juive originaire de Pologne et de Lituanie, Hal Blaine commença à jouer avec des baguettes vers ses 7 ans et reçut sa première batterie à 13 ans. En 1944, la famille Belsky part s'installer à Los Angeles. Blaine commença sa carrière de batteur professionnel en 1948, et rejoint à la fin des années 1950, le groupe de Tommy Sands.
Il enregistra à partir des années 1960 pour Elvis Presley, Simon & Garfunkel, The Beach Boys, The Mamas & The Papas, Jan and Dean, The Ronettes, The Byrds, The Carpenters et Nancy Sinatra, aussi bien qu'il devint jusqu'au début des années 1970 le batteur de studio le plus réclamé, en travaillant au sein du Wrecking Crew.
Il fut, par ailleurs, un élément clé du Mur de son du producteur Phil Spector, sa « patte » de batteur étant remarquable par un triolet d'un quart de temps, joué simultanément sur deux toms.
En 1967, il enregistra, avec Paul Beaver, un album entièrement instrumental, Psychedelic Percussion composé de 12 morceaux, représentant chacun un mois de l'année.
Il aura joué sur 35 000 chansons en quatre décennies, dont 150 seront classées dans le Top Ten du Billboard américain, et 40 furent numéro 1.
En 1990, il publie ses mémoires : Hal Blaine and the Wrecking Crew.

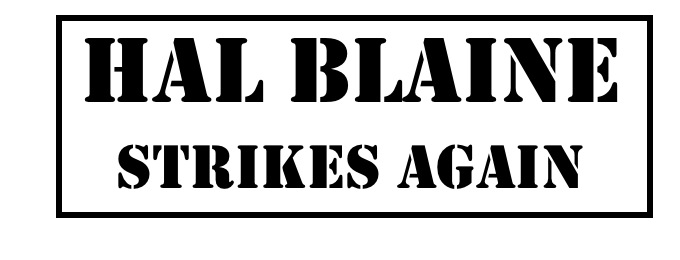

Blaine laissait toujours sur les partitions qu'il a interprétées, ainsi que sur un mur d'un lieu où il avait joué, un coup de tampon avec la mention « Hal Blaine strikes again » (« Hal Blaine a encore frappé »).

## L'origine du nom Wrecking Crew
À la vue de l'équipe de jeunes musiciens de studio dont Blaine faisait partie, portant T-shirts et jeans, et fumant en travaillant, les plus âgés s'exclamèrent qu'ils détruisaient le business. Le batteur commença à appeler son équipe The Wrecking Crew (« l'équipe de démolition »).
« These guys used to show up to work in suits and ties for these record dates. We’d show up in blue jeans and t-shirts, smoking cigarettes… and the older session guys would say “they’re wrecking the business.” So I started calling our group of musicians the Wrecking Crew. » - Hal Blaine

## Chansons numéros 1 dans leBillboard
- Can't Help Falling in Love - Elvis Presley (12/18/61)[8]
- He's a Rebel - The Crystals (10/06/62)
- Surf City - Jan and Dean (06/22/63)
- I Get Around - The Beach Boys (06/06/64)
- Everybody Loves Somebody - Dean Martin (07/11/64)
- Ringo - Lorne Greene (11/07/64)
- This Diamond Ring - Gary Lewis & the Playboys (01/23/65)
- Help Me, Rhonda - The Beach Boys (05/01/65)
- Mr Tambourine Man - The Byrds (06/05/65)
- I Got You Babe - Sonny & Cher (07/31/65)
- Eve of Destruction - Barry McGuire (08/28/65)
- My Love - Petula Clark (01/15/66)
- These Boots Are Made for Walkin' - Nancy Sinatra (02/05/66)
- Monday Monday - The Mamas & the Papas (04/16/66)
- Strangers in the Night - Frank Sinatra (07/02/66)
- Poor Side of Town - Johnny Rivers (10/08/66)
- Good Vibrations - The Beach Boys (10/29/66)
- Somethin' Stupid - Frank & Nancy Sinatra (03/25/67)
- The Happening - The Supremes (04/15/67)
- Windy - The Association (06/03/67)
- Mrs. Robinson - Simon & Garfunkel (05/04/68)
- Dizzy - Tommy Roe (03/15/69)
- Aquarius/Let the Sunshine In - The 5th Dimension (04/12/69)
- Love Theme - Romeo & Juliet - Henry Mancini (05/24/69)
- Wedding Bell Blues - The 5th Dimension (10/04/69)
- Bridge Over Troubled Water - Simon & Garfunkel (02/14/70)
- (They Long to Be) Close to You - The Carpenters (06/27/70)
- Cracklin' Rosie - Neil Diamond (08/29/70)
- Indian Reservation - Paul Revere and the Raiders (05/29/71)
- I Think I Love You - The Partridge Family (10/31/71)
- Song Sung Blue - Neil Diamond (05/13/72)
- Half Breed - Cher (09/01/73)
- Annie's Song - John Denver (06/15/74)
- Top of the World - The Carpenters (10/20/74)
- The Way We Were - Barbra Streisand (12/22/74)
- Thank God I'm a Country Boy - John Denver (04/05/75)
- Love Will Keep Us Together - Captain & Tennille (05/24/75)
- I'm Sorry/Calypso - John Denver (08/30/75)
- Theme from Mahogany (Do You Know Where You're Going To) - Diana Ross (01/22/76).